# Archaeotypotherium
Archaeotypotherium es un género extinto de mamíferos placentarios de la familia Archaeohyracidae (Notoungulados), endémicos de América del Sur. El género fue descrito por el paleontólogo argentino Santiago Roth en 1903.